# Chalid Muhji ad-Din
Chalid Muhji ad-Din (ur. 17 sierpnia 1922, zm. 6 maja 2018) – egipski wojskowy i polityk, uczestnik rewolucji Wolnych Oficerów w Egipcie.

## Życiorys
Ukończył Królewską Akademię Wojskową w Kairze w 1940. W 1949 był jednym z założycieli konspiracyjnej organizacji wojskowych, która przyjęła następnie nazwę Wolnych Oficerów. Był zafascynowany marksizmem, z czasem związał się z organizacjami komunistycznymi. W wojsku dosłużył się stopnia majora. Po rewolucji w lipcu 1952 wszedł do Rady Rewolucyjnych Dowódców. W walce o władzę między Gamalem Abdel Naserem a pierwszym prezydentem Republiki Egipskiej Muhammadem Nadżibem opowiedział się po stronie tego ostatniego, jako jedyny z członków Rady. W końcu lutego 1954, gdy Naser podjął pierwszą próbę definitywnego odsunięcia Nadżiba od władzy, Muhji ad-Din wyprowadził na ulice oddziały wojsk pancernych, w których posiadał znaczne wpływy. Z uwagi na jego popularność także w formacjach kawaleryjskich Naser zgodził się, by Nadżib pozostał prezydentem.
Wpływy Nasera w kraju i jego popularność nadal rosły i wkrótce to on faktycznie kontrolował sytuację w Egipcie. Pod presją Nasera i jego zwolenników wiosną 1954 doszło do aresztowań niechętnych im wydawców i wykładowców uniwersyteckich, zaś 14 kwietnia 1954 zabroniono działalności państwowej osobom sprawującym stanowiska w służbie publicznej w latach 1946-1952. Kroki te skłoniły Muhji ad-Dina do wystąpienia z Rady Rewolucyjnych Dowódców. Do ścisłej elity władzy powrócił, gdy Naser przyjął w polityce wewnętrznej kurs socjalistyczny. W październiku 1956 powierzono mu stanowisko redaktora jednego z pism rządowych. Został także sekretarzem egipskiej monopartii - Unii Narodowej, utworzonej w 1957.
Pozostawał aktywny w polityce egipskiej po śmierci Nasera i objęciu urzędu prezydenckiego przez Anwara as-Sadata. Po restytuowaniu przez niego systemu wielopartyjnego w Egipcie, co nastąpiło w 1976, Muhji ad-Din został przewodniczącym lewicowej Narodowo-Postępowej Partii Zjednoczenia. Znajdowała się ona w zdecydowanej opozycji wobec polityki as-Sadata. Później Muhji ad-Din przyznawał, że as-Sadat osiągnął jednak w czasie prezydentury trzy istotne rzeczy: stoczył wojnę Jom Kipur z Izraelem, przywrócił system wielopartyjny w Egipcie i zawarł pokój z Izraelem.
Działał w egipskiej polityce także w okresie sprawowania rządów przez Husniego Mubaraka, po zamordowaniu as-Sadata 6 października 1981. Nadal kierował Narodowo-Postępową Partią Zjednoczenia, w 1990 został z jej ramienia deputowanym do parlamentu. W 2004 przekazał przewodnictwo w partii Rifatowi as-Sajjidowi.
Zmarł w 2018 r. jako ostatni z przywódców rewolucji egipskiej w 1952 r.
Kuzyn Zakarijji Muhji ad-Dina, również działacza ruchu Wolnych Oficerów.